# Споменик погинулим борцима НОР-а у Владичином Хану
Споменик погинулим борцима НОР-а и жртвама фашистичког терора у Другом светском рату, налази се у северном делу урбане територије Владичиног Хана у насељу Кула. Овај културно-историјски споменик, подигнут је 1972. године.
Седамдесетих и осамдесетих година 20. века, 6. јула традиционално сваке године, емитовани су филмови са ратном тематиком код овог Споменика у вечерњим часовима на отвореном простору. По завршетку филма, паљена је логорска ватра и организован пригодан музички програм.
Сваке године 8. септембра, полагањем цвећа на Споменик, обележава се годишњица од ослобођења Владичиног Хана.